# Smelteost
Smelteost er et mejeriprodukt fremstillet af ost, som er blevet smeltet ved hjælp af varme og smeltesalte. Typisk benyttes ost, som har fejl, men hvis smag og lugt er som de skal være. Smelteost fås i både hård og blød udgave. Den hårde smelteost vil ofte blive forhandlet som discountprodukt, mens blød smelteost sælges som smøreost, evt. med tilsat smag – rejeost er et eksempel på dette.
American Chemical Society har undersøgt og konstateret, at oste som eksempelvis Gruyère og Gouda har de helt rigtige smeltekvaliteter.
Smelteost kan have særdeles lang holdbarhed. Den moderne smelteost stammer fra 1911, hvor det lykkedes for schweizerne Walter Gerber og Fritz Stettler at finde en produktionsmetode.